# Campeonato Mundial de Tiro de 1958
El XXXVII Campeonato Mundial de Tiro se celebró en Moscú (URSS) en el año 1958 bajo la organización de la Federación Internacional de Tiro Deportivo (ISSF) y la Federación Soviética de Tiro.
Las competiciones se realizaron en el Campo de Tiro Dynamo de la localidad de Mytishchi, ubicado al nordeste de la capital rusa.

## Resultados

### Masculino
| Evento                                     | Oro                                   | Plata                                  | Bronce                               |
| ------------------------------------------ | ------------------------------------- | -------------------------------------- | ------------------------------------ |
| Rifle 3 posiciones 300 m                   | Vilho Ylönen · Finlandia · 1136 pts.  | Daniel Puckel Estados Unidos 1132 pts. | Esa Kervinen · Finlandia · 1129 pts. |
| Rifle 3 posiciones 300 m (equipos)         | URSS 5575                             | Finlandia · 5554                       | Hungría · 5533                       |
| Rifle en pos. tendida 300 m                | Verle Wright Estados Unidos 389       | Vilho Ylönen · Finlandia · 389         | Daniel Puckel Estados Unidos 389     |
| Rifle en pos. de rodillas 300 m            | Verle Wright Estados Unidos 385       | Daniel Puckel Estados Unidos 384       | Esa Kervinen · Finlandia · 382       |
| Rifle en pos. de pie 300 m                 | Constantin Antonescu Rumania 367      | Vilho Ylönen · Finlandia · 365         | Hans-Werner Harbeck RFA 363          |
| Rifle estándar 300 m                       | Anatoli Tilik URSS 555                | Moiséi Itkis URSS 552                  | Boris Pereberin URSS 547             |
| Rifle estándar 300 m (equipos)             | URSS 2737                             | Yugoslavia 2641                        | Finlandia · 2626                     |
| Rifle militar 300 m                        | Ivan Novozilov URSS 189               | Ladislav Červený Checoslovaquia 186    | Anatoli Pejtierev URSS 181           |
| Rifle militar 300 m (equipos)              | URSS 723                              | Checoslovaquia 675                     | Corea del Norte 633                  |
| Rifle 3 posiciones 50 m                    | Viktor Shamburkin URSS 1148           | Marat Niyasov URSS 1147                | Moiséi Itkis URSS 1147               |
| Rifle 3 posiciones 50 m (equipos)          | URSS 5715                             | RFA 5632                               | Estados Unidos 5624                  |
| Rifle en pos. tendida 50 m                 | Nigel Oakley Reino Unido 396          | Vladimir Lukianchuk URSS 395           | Gordon Taras Estados Unidos 394      |
| Rifle en pos. tendida 50 m (equipos)       | Reino Unido 1959                      | Rumania 1959                           | URSS 1953                            |
| Rifle en pos. de rodillas 50 m             | Vilho Ylönen · Finlandia · 391        | Marat Niyasov URSS 390                 | François Lafortune · Bélgica · 389   |
| Rifle en pos. de rodillas 50 m (equipos)   | URSS 1922                             | Estados Unidos 1908                    | Checoslovaquia 1900                  |
| Rifle en pos. de pie 50 m                  | Moiséi Itkis URSS 374                 | Viktor Shamburkin URSS 373             | Verle Wright Estados Unidos 370      |
| Rifle en pos. de pie 50 m (equipos)        | URSS 1835                             | Hungría · 1798                         | Finlandia · 1792                     |
| Rifle en pos. tendida 50 y 100 m           | Jussi Nordquist · Finlandia · 593     | Velichko Jristov Bulgaria 590          | David Parish Reino Unido 588         |
| Rifle en pos. tendida 50 y 100 m (equipos) | URSS 2333                             | Finlandia · 2326                       | Reino Unido 2326                     |
| Pistola 50 m                               | Majmud Umarov URSS 565                | Alexéi Gushchin URSS 563               | Nelson Lincoln Estados Unidos 556    |
| Pistola 50 m (equipos)                     | URSS 2776                             | Estados Unidos 2727                    | Checoslovaquia 2721                  |
| Pistola rápida de fuego 25 m               | Alexandr Kropotin URSS 592            | Alexandr Zabelin URSS 592              | Stefan Petrescu Rumania 589          |
| Pistola rápida de fuego 25 m (equipos)     | URSS 2361                             | Estados Unidos 2319                    | Hungría · 2317                       |
| Pistola de fuego 25 m                      | William McMillan Estados Unidos 586   | Vladimír Kudrna Checoslovaquia 586     | Károly Takács · Hungría · 585        |
| Pistola de fuego 25 m (equipos)            | Checoslovaquia 2326                   | URSS 2320                              | Estados Unidos 2317                  |
| Ciervo móvil 100 m –tiro simple–           | Igor Nikitin URSS 234                 | Vitali Romanenko URSS 226              | James Davis Estados Unidos 225       |
| Ciervo móvil 100 m –tiro simple– (equipos) | URSS 900                              | Estados Unidos 882                     | Suecia · 854                         |
| Ciervo móvil 100 m –tiro doble–            | Joseph Deckert Estados Unidos 223     | Rune Flodman · Suecia · 221            | Harry Lucker Estados Unidos 219      |
| Ciervo móvil 100 m –tiro doble– (equipos)  | URSS 856                              | Estados Unidos 855                     | Suecia · 849                         |
| Foso                                       | Francis Eisenlauer Estados Unidos 289 | Galliano Rossini · Italia · 288        | Edoardo Casciano · Italia · 288      |
| Foso (equipos)                             | URSS 763                              | Italia · 763                           | Estados Unidos 741                   |
| Skeet                                      | Arkadi Kaplun URSS 196                | Nikolái Durnev URSS 196                | Juan García · Venezuela · 194        |
| Skeet (equipos)                            | URSS 382                              | Venezuela · 377                        | Rumania 377                          |

### Femenino
| Evento                            | Oro                     | Plata                   | Bronce                             |
| --------------------------------- | ----------------------- | ----------------------- | ---------------------------------- |
| Rifle 3 posiciones 50 m           | Tamara Lomova URSS 851  | Elena Donskaya URSS 841 | Lászlóné Kisgyörgy · Hungría · 841 |
| Rifle 3 posiciones 50 m (equipos) | URSS 2530               | Hungría · 2494          | Checoslovaquia 2486                |
| Rifle en pos. tendida 50 y 100 m  | Elena Donskaya URSS 588 | Rimma Zelenko URSS 586  | Iudit Moscú Rumania 583            |

## Medallero
| Núm. | País            | Oro | Plata | Bronce | Total |
| ---- | --------------- | --- | ----- | ------ | ----- |
| 1    | URSS            | 24  | 12    | 4      | 40    |
| 2    | Estados Unidos  | 5   | 7     | 9      | 21    |
| 3    | Finlandia       | 3   | 4     | 4      | 11    |
| 4    | Reino Unido     | 2   | 0     | 2      | 4     |
| 5    | Checoslovaquia  | 1   | 3     | 3      | 7     |
| 6    | Rumania         | 1   | 1     | 3      | 5     |
| 7    | Hungría         | 0   | 2     | 4      | 6     |
| 8    | Italia          | 0   | 2     | 1      | 3     |
| 9    | Suecia          | 0   | 1     | 2      | 3     |
| 10   | RFA             | 0   | 1     | 1      | 2     |
|      | Venezuela       | 0   | 1     | 1      | 2     |
| 12   | Bulgaria        | 0   | 1     | 0      | 1     |
|      | Yugoslavia      | 0   | 1     | 0      | 1     |
| 14   | Bélgica         | 0   | 0     | 1      | 1     |
|      | Corea del Norte | 0   | 0     | 1      | 1     |
|      | TOTAL           | 36  | 36    | 36     | 108   |